# Brocken Moon
Brocken Moon is een Duitse blackmetalband, gevormd in 1999 in Karlsruhe (Baden-Württemberg) door 'humanhater'. Al vrij snel voegde 'Grim' zich bij de band waarbij hij de zang verzorgde en 'humanhater' alle instrumenten bespeelde. 'Grim' verzorgt ook de zang voor de bands Aaskereia en Wolfsthron.

## Genre en thematiek
De band heeft zeker op het eerste album een vrij 'klassiek' blackmetalgeluid. Lyricale thema's die vaak terugkomen zijn natuur, haat, isolatie (in de vorm van 'afschermen tegen anderen') en eenzaamheid. Het tweede album heeft een stuk meer atmosferische invloeden en eindigt in een twintig minuten lang monotoon instrumentaal nummer.
De naam Brocken komt van de hoogste berg in Noord-Duitsland en wordt in Duitse volksverhalen ook wel de 'Blocksberg' genoemd.

## Discografie
- 1999 - Pain Rehearsel 1999 - demo (tape en cd-r)
- 2002 - Schattenlicht des Mondes - demo (tape en cd-r)
- 2005 - Seelenwanderung - demo (tape)
- 2005 - Trauer & Verachtung - demo (tape)
- 2005 - Vollmond - demo (tape)
- 2005 - Pain Rehearsal / Schattenlicht des Mondes - compilatie (tape)
- 2005 - Mondfinsternis - album (cd en vinyl)
- 2008 - Das Märchen vom Schnee - album (cd en vinyl)
- 2009 - 10 Jahre Brocken Moon - compilatie (2 cd, bevat alle 5 demo's en een nieuw nummer).
- 2011 - Hoffnungslos - album (limited 999 digipack-cd)

De demo Vollmond bevat een cover van het nummer De Mysteriis Dom Sathanas van de Noorse blackmetalband Mayhem.
Naast de officiële uitgaven komt de band ook voor op het compilatiealbum 'Schneesturm' met het nummer 'Klagelied Des Letzten Wolfes'. Het album bestaat uit 10 nummers waarbij elk nummer toebehoort aan een band welke bij het label Black Metal Mafia zit.
Betreffende de labels:
- De demo's zijn uitgebracht via hun eigen label, Black Metal Mafia Records.
- Het eerste album uitgebracht via het label 'Christhunt Productions'.
- Het tweede album en het compilatiealbum is uitgebracht via 'Northern Silence Productions'.